# ウィリアム・モコエナ
ウィリアム・モコエナ（William Mokoena、1975年3月31日 - ）は、南アフリカの元サッカー選手。ポジションはミッドフィールダー。

## 来歴
南アフリカ代表での試合出場は無かったが、1998 FIFAワールドカップのメンバーに選ばれた。

## 代表歴

### 出場大会
- 南アフリカ代表
  - 1998 FIFAワールドカップ